# مازاتيك
المازاتيك هم شعب من السكان الأصليين في المكسيك، يسكنون في سييرا مازاتيكا في ولاية واهاكا والبعض الآخر في ولايتي بويبلا وفيراكروز المجاورتين لها.

## اللغة
تعد لغات المازاتيك جزءًا من عائلة لغات البوبولوكان والتي بدورها جزء من عائلة اللغات التي تسمى لغات أوتو-مانغوية.

## فترة ما بعد الاستعمار
يتمثل دين المازاتيك في الدمج والتوفيق ما بين المعتقدات التقليدية والمعتقدات المسيحية التي أتى بها الغزاة الإسبان(كونكيستدور). 

## الطقوس الدينية التقليدية
تشمل عادات وتقاليد شعب المازاتيك استعمال المواد الإنثيوجنية (الأنتاوغن) للطقوس الروحانية وما شابه. النباتات والفطريات المستخدمة كمصادر لهذه الطقوس تشمل، فطر السيلوسيبين، وبذور نبتة مجد الصباح التي لها تأثيرات نفسية (من أنواع مثل Ipomoea tricolor و Turbina corymbosa)، وربما النبتة التي تعتبر الأكثر أهمية بالنسبة إلى شعب المازتيك هي قصعين الكهان. تلقب هذا النبتة (قصعين الكهان) عند شامانية المازاتيك باسم سكا ماريا باستورا ، وهو اسم الذي يحتوي على إشارة إلى مريم العذراء.

## شخصيات بارزة من شعب المازاتيك
- ماريا سابينا
- جوليتا كاسيميرو

## روابط خارجية
- مقال من الموسوعة الكاثوليكية